# Lozania mutisiana
Lozania mutisiana är en tvåhjärtbladig växtart som beskrevs av Schult.. Lozania mutisiana ingår i släktet Lozania och familjen Lacistemataceae. Inga underarter finns listade i Catalogue of Life.